# Episodi di Le cose che amo di te (seconda stagione)
La seconda stagione della serie televisiva Le cose che amo di te è andata in onda negli Stati Uniti d'America dall'11 settembre 2003 al 7 maggio 2004 sul canale statunitense The WB.
In Italia è stata trasmessa dal 14 agosto al 6 settembre 2006 su Rai 2.
| nº | Titolo originale                          | Titolo italiano           | Prima TV USA      | Prima TV Italia  |
| -- | ----------------------------------------- | ------------------------- | ----------------- | ---------------- |
| 1  | I Love You... Soon                        | Il nuovo capo             | 11 settembre 2003 | 14 agosto 2006   |
| 2  | Boys' Club                                | Al contrattacco           | 18 settembre 2003 |                  |
| 3  | When Holly Met Tina                       | Holly e Tina              | 25 settembre 2003 |                  |
| 4  | The Loft                                  | Il loft                   | 3 ottobre 2003    |                  |
| 5  | Like a Virgin (Kinda)                     | Compleanno hawaiano       | 9 ottobre 2003    |                  |
| 6  | No More Mr. Nice Guy                      | Amore in palestra         | 16 ottobre 2003   |                  |
| 7  | I'm Sorry, So Sorry                       | La gita                   | 23 ottobre 2003   |                  |
| 8  | Partially Obstructed View                 | Dire sempre la verità     | 30 ottobre 2003   |                  |
| 9  | Absence Makes the Heart Grow...Never Mind | Pene d'amore              | 6 novembre 2003   |                  |
| 10 | The Odd Couple                            | Una coppia di troppo      | 13 novembre 2003  |                  |
| 11 | Regarding Henry                           | Tra due fuochi            | 20 novembre 2003  |                  |
| 12 | The Incredible Shrinking Group            | Zucchero, che passione    | 9 gennaio 2004    |                  |
| 13 | The Hospital                              | L'ospedale                | 16 gennaio 2004   |                  |
| 14 | Your Cheatin' Heart                       | Cuore infedele            | 23 gennaio 2004   |                  |
| 15 | Skyrink Sucks                             | Festa di compleanno       | 30 gennaio 2004   |                  |
| 16 | Lunar Eclipse of the Heart                | Eclissi di cuore          | 6 febbraio 2004   |                  |
| 17 | Val and Holly's Not-Boyfriends            | Doppio abbraccio          | 13 febbraio 2004  |                  |
| 18 | The Interview                             | Il colloquio              | 20 febbraio 2004  |                  |
| 19 | The Big Picture                           | Viaggio a Parigi          | 16 aprile 2004    |                  |
| 20 | Rollin' in It                             | I diciott'anni di Holly   | 23 aprile 2004    |                  |
| 21 | The Anti-Prom                             | L'anti ballo studentesco  | 30 aprile 2004    |                  |
| 22 | The Second Season Finale                  | Sorprese a non finire (1) | 7 maggio 2004     | 6 settembre 2006 |